# Thomas Dean
Thomas Dean (2 maggio 2000) è un nuotatore britannico.

## Palmarès
- Giochi olimpici

Tokyo 2020: oro nei 200m sl e nella 4x200m sl.
Parigi 2024: oro nella 4x200m sl.
- Mondiali

Budapest 2022: bronzo nei 200m sl, nella 4x200m sl e nella 4x100m misti.
Fukuoka 2023: oro nella 4x200m sl, argento nei 200m sl, bronzo nei 200m misti e nella 4x100m sl mista.
Singapore 2025: oro nella 4x200m sl.
- Mondiali in vasca corta

Melbourne 2022: bronzo nei 200m sl.
- Europei

Glasgow 2018: oro nella 4x200m sl.
Budapest 2020: oro nella 4x100m misti, nella 4x100m sl mista e nella 4x200m sl mista, argento nella 4x100m sl e nella 4x200m sl, bronzo nei 200m sl.
Roma 2022: oro nella 4x200m sl mista, argento nella 4x100m sl mista e bronzo nella 4x100m sl.
- Europei in vasca corta

Glasgow 2019: argento nei 400m sl.
- Giochi del Commonwealth

Birmingham 2022: oro nella 4x100m misti, argento nei 200m sl, nei 400m sl, nei 200m misti, nella 4x100m sl, nella 4x200m sl e nella 4x100m sl mista.
- Europei giovanili

Netanya 2017: oro nei 200m misti e argento nei 400m misti.
Helsinki 2018: oro nei 200m misti, bronzo nei 400m misti e nella 4x200m sl.

## Primati personali
I suoi primati personali in vasca da 50 metri sono:
- 100 m stile libero: 47"83 (2022)
- 200 m stile libero: 1'44"22 (2021)
- 200 m misti: 1'56"07 (2023)

I suoi primati personali in vasca da 25 metri sono:
- 200 m stile libero: 1'40"86 (2022)
- 400 m stile libero: 3'36"56 (2020)
- 200 m misti: 1'53"53 (2022)
- 400 m misti: 4'02"53 (2020)

## International Swimming League
| Stagione 2020 | Stagione 2021 |
| ------------- | ------------- |
| London Roar   | London Roar   |